# La voz de los '80
La voz de los '80 es el primer álbum de estudio de la banda chilena Los Prisioneros, lanzado de manera independiente bajo el sello Fusion, el 13 de diciembre de 1984. Producido por el líder, vocalista y compositor de las canciones, Jorge González, lo acreditó a nombre de la banda. Se editaron mil copias en formato casete en su lanzamiento, y hoy en día estos casetes son considerados objetos de culto del rock de Chile. En 1985, Los Prisioneros firmaron un contrato con EMI Odeón Chilena, quienes relanzaron La voz de los '80 a nivel nacional y con proyección latinoamericana ese año, logrando vender en Chile alrededor de 100 000 copias.
El disco se grabó inicialmente y en su mayor parte en los estudios de Francisco Straub, pero se terminó y mezcló en los estudios de Caco Lyon. Se caracterizó por combinar el sonido simple de guitarra, bajo y batería. Las canciones exponen críticas del mundo durante la década de 1980, logrando en la canción «Latinoamérica es un pueblo al sur de Estados Unidos» plasmar el ambiente de imperialismo estadounidense y de la Guerra Fría omnipresente en el subcontinente.
Es considerado el álbum más importante del rock de Chile y también el álbum juvenil más importante de la música chilena, puesto que los integrantes de la banda no superaban los veinte años de edad al momento de empezar su grabación. EMOL incluyó el álbum dentro de su selección de 35 discos fundamentales de la música popular chilena. La voz de los '80 fue elegido como el tercer mejor disco chileno de todos los tiempos, según la revista Rolling Stone Chile, superado por Alturas de Machu Picchu, de Los Jaivas, en el segundo lugar, y Las últimas composiciones, de Violeta Parra, en el primer lugar.

## Antecedentes y composición
Jorge González, Claudio Narea y Miguel Tapia se conocieron en marzo de 1979, en el Liceo N.° 6 de hombres en la comuna de San Miguel. Este liceo no fue solamente representativo por ser el lugar donde se conocieron, explicó González en una visita que le hicieron a su establecimiento en 1987, también fue trascendental para la creación del primer disco de la banda. En 1981, escucharon un especial de Radio Concierto del último álbum de la banda punk The Clash: Sandinista! De acuerdo con Narea, este disco fue clave para el posterior desarrollo de Los Prisioneros, porque les enseñó un rock con un sonido distinto a lo que antes escuchaban y con una versatilidad inédita. González citó Sandinista! como su álbum favorito.
En 1982, cuando cursaban el último año de enseñanza media, aprendieron a tocar guitarra, fue en ese tiempo que González empezó a escribir las primeras canciones que formarían parte del álbum debut.
Después de dar la Prueba de Aptitud Académica (PAA), en marzo de 1983 González ingresa a la Facultad de Artes de la Universidad de Chile a estudiar licenciatura en música. Entre sus compañeros estaban quienes formarían parte más tarde de la escena del nuevo pop chileno: Igor Rodríguez (futuro Aparato Raro), Robert Rodríguez (futuro Banda 69) y Carlos Fonseca, con los dos últimos entabló una amistad rápidamente; Fonseca se hizo primero amigo de González e Igor, porque sus gustos musicales eran similares y diferentes al resto.
Fonseca, nacido en Perú en 1961, llegó a Chile a los cuatro años pero se mudó con su familia a Argentina diez años después, y volvería a Chile en otros diez años. Sobre su primera impresión al volver, recordó: «Me encontré con un país en el que no había nada y la relación de la gente con la música era muy light». De acuerdo con el sitio web NaciónRock.com, «la cultura, la bohemia y la juventud habían sido aniquiladas por las políticas de shock implementadas por el fascismo militar». Fonseca entró a la Universidad Católica a estudiar ingeniería comercial, al mismo tiempo abrió la disquería Fusión. Al año siguiente, con la aprobación de su padre, Mario Fonseca, deja la carrera para cambiarse a música. En ese tiempo se dedicó por completo a Fusión, y luego de dar la PAA, ingresó a la Facultad de las Artes.
González destacó inmediatamente como un estudiante agudo y brillante. Molestaba a la profesora de lectura musical y sus compañeros lo celebraban a carcajadas; en esas instancias, Fonseca empezó a hablarle. Al terminar las clases, González se quedaba en la universidad para unas lecciones de piano que impartía una profesora de nombre Georgina González, pero en lugar de practicar lo que le solicitaba la maestra, compuso la mitad del repertorio que conformaría el primer disco y otros temas que no quedaron. Después hacía los arreglos para la guitarra y batería. Su compañero de Facultad, César Quezada, señaló que las primeras composiciones de González son muy simples en clave do y la menor, «y, justamente, esas son las primeras escalas que se empiezan a ver el primer semestre de una carrera como esta».
El 1 de julio, González, Narea y Tapia debutaron bajo el nombre Los Prisioneros, en el Festival de la Canción del Colegio Miguel León Prado, en donde además estrenaron su nuevo repertorio con las canciones que González escribió las últimas semanas, motivado por sus experiencias en la universidad, junto con antiguos temas de sus anteriores agrupaciones: Los Pseudopillos y Los Vinchukas.

## Grabación

### Demos
Los primeros demos los grabó González solo en su casa con dos radiocaseteras, la base de la batería en una cinta, que luego reproducía al mismo tiempo que tocaba la guitarra. Todo eso quedaba registrado en la otra casetera. Enseguida, repetía el procedimiento con el bajo, y luego con la voz. «Me acercaba o me alejaba del micrófono para regular el volumen de la mezcla». Estos se los entregó a Fonseca para un programa que tenía en Radio Beethoven llamado Fusión contemporánea, en donde iban a presentar nuevos artistas chilenos a fin de año. Este quedó asombrado luego de oírlos e imaginaba todo lo que sucedería después «y un poco más».
Fonseca logró convencer a su padre Mario, de invertir en la banda porque tenía proyección a futuro. En noviembre de 1983, ya convertido en el mánager, los llevó a grabar los primeros demos en un estudio amateur que él mismo armó en el segundo piso de la disquería Fusión con cajas de huevo en la pared. Quezada que era cliente frecuente de Fusión, tuvo la labor de grabarlos. Sobre el proceso, explicó: «Se grababa de un deck stereo a otro, primero en dos pistas, se unían, se pasaban al mezclador y se juntaban a otras dos pistas». Según Narea, Fonseca le proporcionó a sus compañeros estimulantes porque creyó que solo así podrían rendir, dado que la grabación se haría de noche; también recordó que ya tenían en el repertorio «La voz de los '80» y «Brigada de negro», pero también existían otros temas luego descartados como el reggae «Para eso está la publicidad» y «La gran oportunidad», la última sobre la falta de oportunidades a los nuevos artistas.
El resultado de la grabación dejó «un ruido de cintas impresionante», señaló Quezada, «pero que sirvió para grabar una sesión maratónica de todo un fin de semana, muy extenuante, hasta que tuvimos el primer caset». La calidad de los instrumentos era mediocre, señaló Narea. «Ni siquiera teníamos amplificadores, por lo que generalmente, Carlos Fonseca debía arrendarlos. [...] Era ilógico que nosotros, que éramos cabeza de cartel en todos lados, no tuviéramos instrumentos decentes». Mario siguió invirtiendo dinero en la banda hasta poder comprar instrumentos propios, lo que se concretó en octubre de 1984. Posteriormente la banda le tuvo que devolver todo lo invertido con lo poco que ganaban en recitales, lo que les tomó un año y medio; es decir, no ganaron dinero hasta 1986.
El 30 de diciembre «La voz de los '80» y «Brigada de negro» son pasados por Radio Beethoven a todo Santiago, pero tuvo pocos oyentes. A comienzos de 1984, grabaron más demos en Fusión, incluidos «No necesitamos banderas», «Sexo» y «Mentalidad televisiva».

### Francisco Straub
Los Prisioneros no quedaron satisfechos con los demos, por lo que decidieron ir a un estudio profesional. Entre marzo y octubre de 1984, grabaron su primer álbum en una pequeña sala de una casa-estudio en Santiago Centro, que contaba con instalaciones usadas por bandas de cumbia, bajo la supervisión de Francisco «Pancho» Straub y Andrés Miquel. En ese momento, Straub oía otro tipo de música distinta a la que escuchaba la banda, del estilo de Chick Corea o Weather Report, pero sus letras lo impresionaron. Él recordó que primero le sorprendió el profesionalismo del trío, sobre todo el de González, «que llegó con un cuadernito con tres hojas promedio por canción. Lleno de anotaciones y detalles de lo que él quería para los temas». En una entrevista posterior, lo destacó aún más: «Lo que me llamó la atención de González, no fue necesariamente la cuestión musical, [...] Fue su cabeza, y no es tan normal entre los músicos, tenía todo el disco, y sabía en qué lugar de la canción iba cada cosa. [...] En el estudio, el que cortaba todo era él. No lo dice en el disco, pero él fue el productor. Los Prisioneros eran Jorge González».
Todos los presentes en el estudio estaban asombrados por sus canciones; Narea dijo que fue «como grabar en familia», pero debido a los altos costos debían dejar lo primero que les salía con lo aprendido en el lugar, y les era difícil llegar al sonido buscado. «Las técnicas de los ingenieros de esa época todavía adeudaban mucho del rock sinfónico y de ese sonido más sintético, nos costó llegar a una cosa más cruda que era lo que Jorge buscaba», recordó Fonseca. El disco se grabó con una pista de ocho canales casi sin efectos, González dijo que solo había una reverb; destacó la labor de Straub, en «¿Quién mató a Marilyn?» montó unos parlantes grandes de amplificación para recitales, porque consideró que la guitarra conectada con el amplificador y el micrófono no daba suficiente impacto, entonces Narea tocó en la sala de control.
En mayo grabaron «La voz de los '80». Desconfiados del sonido de la batería de los demos, para señalarle a Straub cómo querían que sonara, le mostraron los discos de The Cars y de otros grupos, entonces a él se le ocurrió emplear un teclado Korg. González le pedía expresamente que lo ayudara con los coros a Tapia, ignorando para esa labor a Narea, pero, a diferencia del resto de las canciones, y a pesar de que el guitarrista ha reconocido que no canta bien, tuvo la confianza y participó sin ser llamado. Fue el primer tema que escucharon terminado. La grabaron como una canción suelta en un casete que, de alguna forma llegó a manos gente que la pirateó y la convirtió en un éxito en fiestas, cuando todavía no era sencillo.
El disco estaba casi listo, pero González consideró que algunos temas no sonaban bien; Fonseca pensó que probablemente la grabadora de Straub estaba mal calibrada, con una velocidad distinta, lo que dejó mal las mezclas.

### Alejandro Lyon
Fonseca decidió llevarlos al Estudio A porque era recomendado por su buena calidad de grabación. En el lugar conocieron al ingeniero y propietario Alejandro «Caco» Lyon, que estaba equipado con una grabadora de dieciséis pistas y buenos micrófonos. Lyon, como no conocía a Los Prisioneros, le preguntó a Straub sobre la banda, llamando su atención cuando le comentó sobre sus letras. En el primer día, no se entendió con González y no lograron resultados convincentes de cómo querían sonar. Cuando terminó el día, Fonseca recordó que «Caco dijo: "Cortémosla acá y mañana empezamos de nuevo" y como que no existió, no lo voy a cobrar. En esa época, donde las monedas faltaban y era un gran esfuerzo para nosotros ir a grabar, fue como un: "Puta, Caco, buena onda"». La grabación tomó cerca de cuarenta horas intermitente, teniendo que hacerlo relativamente rápido debido al bajo presupuesto.
Lyon mezcló lo que ya tenían y grabaron «Sexo», «Latinoamérica es un pueblo al sur de Estados Unidos», «No necesitamos banderas» y «Nunca quedas mal con nadie». Es decir, todas las canciones de reggae y ska, y las demás donde Straub. «Nunca quedas mal con nadie» fue tema final que grabaron, y solo en una sola toma mientras mezclaban el resto, recordó González en 1991, aunque en 2002 dijo que tuvieron que repetir varias tomas porque le costaba una parte a Narea. La grabación del tema coincidió justo con el día que González cumplió veinte años. Lo acompañaba su futura esposa, Jacqueline Fressard, sentada en el amplificador del bajo. Lyon recordó que les tomó un día, alrededor de entre tres o cuatro horas, y destacó que «si se escucha hoy, no suena bien, pero la canción ["Nunca quedas mal con nadie"] es lo que trasciende».
Posteriormente, para la edición de EMI de 1985, volvieron al estudio para regrabar «Mentalidad televisiva», debido a que González no le gustaba el sonido de la versión que grabaron con Straub. Esta sería la más conocida, porque la original solo la escucharon las mil personas que compraron la edición de Fusión.

## Canciones

### Descripción general
De acuerdo con NuevaSantiago.com, en La voz de los '80 «el sonido rasposo y afilado de las guitarras, las figuras presentes y destacadas del bajo, la voz desafiante y enérgica, la batería simple, pero marchante y sobre todo las letras contingentes y furiosas, son un resumen del periodo 77-80 de The Clash». Algo que retomarían en La cultura de la basura y la lírica de "We are sudamerican rockers", además de la estética del videoclip «estética que también adopta el punk local». Según el exvideojockey de MTV Alfredo Lewin, en La voz de los '80 «se respira punk rock en cada tema. La canción que le da el nombre al disco es nuestro equivalente a "Smells Like Teen Spirit" de Nirvana. El resto de los temas son la dinámica urgente del desasosiego personal y social. Algo estaba cambiando en 1984 y Jorge González llegó para expresarlo con una lucidez digna de Bob Dylan o Joe Strummer. Por su pulso rítmico, afortunadamente la voz se oyó fuerte y clara, un fenómeno de masas». González negó que la banda se haya considerado parte del movimiento punk o del hippie:

La intención del primer disco nunca fue hacer un disco punk. La intención era hacer un disco bueno, entonces, si de repente en algún coro yo tenía que poner algo como Adam and the Ants o cantar un poco como Miguel Bosé, se ponía no más y de una manera más bien natural, no pensándolo tan importante. Nosotros no estábamos defendiendo ni cagando la bandera punk, como no estábamos defendiendo la bandera de Woodstock ni nada de eso, era ridículo una cosa con la otra. Y en el ’84, cuando salió el álbum, ya habían pasado ¿cuánto?, ¿siete años del punk?

González confesó que querían sonar distinto al resultado final. Él quería trabajar con sintetizadores, pero debido al alto costo les resultó asequible realizar un trío de guitarra, bajo y batería, y la gente los conoció así, «como un trío roquero, bien punk». No obstante, para este álbum sí llegó a utilizar teclado como acompañamiento y batería programada en el estudio de Straub, algo que sería más predominante en Pateando piedras.

### Lado A

#### «La voz de los '80»
El músico y periodista Gonzalo Planet describe a «La voz de los '80» musicalmente «poderosa, con esa progresión de acordes atractiva en el coro», y que «tiene esta cosa muy consciente como de un punto de partida». De acuerdo con el biógrafo de González, Manuel Maira, compuso «La voz de los '80» en el piano de la universidad como una balada, tomando como referencias «Kids in America» (1981) de Kim Wilde y «Guilty» (1981) de Classix Nouveaux, pero poco a poco le fue acelerando el pulso hasta convertirlo en un «hit de discoteque»; González señaló que la hizo para bailarla en las discotecas «porque era una canción tiradora para arriba, eufórica, que levantaba de moral», pero que para él era una canción más del montón, no obstante, Fonseca, que sabía elegir los sencillos, vio su gran potencial. Grabó el primer demo con dos radiocaseteras, le dijo a Tapia que «la batería tenía que ahorrar bombos y redobles para agilizar su partida». Después creó el solo y la letra. Maira también cuenta que mientras escribía los versos, González fantaseaba a montones de bandas americanas como ellos, haciendo canciones similares. «Imaginaba jóvenes tomándose el mundo a través de la música». Narea después le cambiaría el rasgueo, que según él era plano, y a González le pareció bien.
Si bien no está claro en qué consiste específicamente, toma posición frente a las trampas del sistema y hace un llamado a ser auténticos y a atreverse. Critica justamente a las tribus antes nombradas, diciendo que la atmósfera está «saturada de aburrimiento»: «Los hippies y los punks tuvieron la ocasión de romper el estancamiento/ en las garras de la comercialización murió toda la buena intención», señalando que tuvieron la oportunidad de cambiar el mundo, y que en lugar de eso, sucumbieron al capitalismo. Según Álex Zapata en la revista digital Pensamiento crítico, esos versos fueron una especie de «profecía autocumplida», ya que Los Prisioneros cayeron en lo mismo que criticaban. El tema continúa diciendo que «las juventudes cacarearon bastante», donde González sigue con la critica a la juventud de los sesenta que adhería con el movimiento hippie. Asimismo dice «deja la inercia de los setenta» —reprendiendo la década pasada— y advierte que «ya viene la fuerza, la voz de los ochenta» sin saber cuando.

#### «Brigada de negro»
De acuerdo con González, la primera canción «rara» que salió de Los Prisioneros fue «Brigada de negro», además de ser la que más le gustó a Straub. Hizo el demo solo mientras pensaba en Miguel Bosé para que la voz le saliera baja. Compuso la música en un piano, con el tema «Johnny Can’t Read» de Don Henley de referencia. Sobre la letra dijo que se explica a sí misma. «Cuando escribo una letra yo me inspiro no más. No pienso a qué voy o no a apuntar o que reacción voy a conseguir. “Brigada de negro” no tenía idea para dónde iba». Según Narea, cuenta de aquellas noches en que ambos iban a las fiestas escolares de San Miguel en busca de chicas, pero estas siempre los rechazaban.

#### «Latinoamérica es un pueblo al sur de Estados Unidos»
«Latinoamérica es un pueblo al sur de Estados Unidos» es una crítica sobre la relación entre los Estados Unidos con América Latina. González dijo que está llena de clichés, y que en realidad él no tenía ni la menor idea de lo que decía, pero afirmó que «hay que reconocer que los clichés se forman por algo»; para hacer el tema se inspiró en la canción «Buena suerte» del grupo venezolano Las Cuatro Monedas, esto más las influencias de UB40 y Florcita Motuda, de este último se basó en hacer el tema largo con muchas palabras al igual que él. En la Facultad, Fonseca observó a González cuando escribía concentrado en su cuaderno los primeros garabateos del tema, al recordar el hecho más tarde, dijo que lo encontró «originalmente talentoso».

#### «Eve-Evelyn»
«Eve-Evelyn» es sobre una chica llamada Evelyn, que vivía a dos cuadras de la casa de Tapia y que a todos les gustaba. González afirmó que no logró tener nada con ella. Se inspiró en la canción «Maniac» de Michael Sembello de la banda sonora de Flashdance. Rodrigo Carvajal de la revista Rockaxis describe que «nos trae un dance guitarreado —con solo de bajo incluido hacia el final de la canción— repleto de desamor». Según Maira, a pesar de ser uno de los temas más desconocidos del álbum, para González fue uno de los más importantes. En sus lecciones de piano quedó asombrado al ver que entre las notas blancas del piano había un semitono, y bajo esa lógica creó «Eve-Evelyn». «O sea, apenas conocía algo, lo asimilaba y componía. Lo convertía a su música», dijo Quezada. El propio González explicó que cuando hizo canciones como «Eve-Evelyn», tenía cierta preocupación por los semitonos y por un tipo de armonía que pusiera «como medio nervioso».

#### «Sexo»
«Sexo» es una crítica a la hipocresía de la sociedad al abordar el tema del sexo y a los medios escritos de prensa que invierten en publicidad cargada de erotismo. González hizo la canción por su admiración por el ska; afirmaba que sonaba «como tarro», por lo que les resultaba fácil tocarla; sobre todo la batería de la banda, que le compró la hermana de Tapia a una orquesta de cumbias, sonaba como tarro. El verso «Gamulán que se duerme se lo lleva la corriente, tangente de cuarenta y cinco» la rescató González de una canción que compuso tiempo atrás con Narea en Los Pseudopillos, titulada «El gamulán». «Según nosotros el gamulán era una ave muy grande que al morir se la cae la piel, la que finalmente cae en poder de los seres humanos y estos lo utilizaban para abrigarse en invierno», explicó Narea. «Era un tema similar en estructura de los años cincuenta y a él [González] le pareció lógico mezclarlos. “Sexo” era tan parecido al tema de Los Pseudopillos [...]. Me sorprendí mucho al ver la portada del caset La voz de los '80, editada por Fusión, en donde aparecía como coautor de “Sexo”. Me dijeron que el tema “El gamulán” estaba escrito por nosotros dos. Me sentí incómodo y se lo dije a Jorge. En la edición posterior que realizó EMI, en agosto de 1985, ya no aparecí».

### Lado B

#### «¿Quién mató a Marilyn?»
«¿Quién mató a Marilyn?» es la canción más antigua del disco. Tapia escribió la letra en la época del liceo, y se la mostró a González, que hizo la música en piano. Es el único tema que canta el baterista y no González, y en el que comparten coautoría. Es una crítica al resurgimiento de las teorías conspirativas con relación a la muerte de Marilyn Monroe, difundidas por los medios en los años ochenta, incluyendo Chile. «Empezaron a decir que el médico la mató, o un agente de la CIA», contaba González en 1987. «Y por eso lo del "Ratón Mickey" o el "Sacsahuamán"», explicó. Tapia lo definió como una «sátira», porque la televisión de la época evadía temas más relevantes para el país, como las violaciones de los derechos humanos. La música está inspirada en The Cars «en el sonido de la caja de la batería bien fuerte, pero el bombo no tanto», según González.

#### «Paramar»
«Paramar», igualmente inspirada en The Cars y en la canción «Jessie’s Girl» de Rick Springfield, según Narea en su autobiografía, González se la dedicó a su hermana Cecilia Narea, con quien mantenía una relación al mismo tiempo que mantenía otra con Jacqueline Fresard.

#### «No necesitamos banderas»
«No necesitamos banderas» consiste en una proclama anarquista que plantea destruir todo para que de eso salga algo distinto. Para el poeta y músico Mauricio Redolés es una canción «anarco-derechista, que plantea la disolución total, una mirada muy nihilista y reaccionaria, que en vez de decirle a la gente: iOrganícense! Proponía lo contrario: iAtomícense!». Originalmente tenía un verso extra, con otra melodía y un cambio de ritmo. Tiene influencias de UB40; González reveló que por varios años no le gustó, y solo cambió de parecer cuando escuchó la versión que hizo Bambú, banda chilena que dijo que es «el primer reggae grabado en Chile».  Su exlíder, Quique Neira, destacó el riff equiparándolo con el de «Smoke on the Water». «Es un antecedente para el reggae chileno». Por otro lado, Hector Muñoz de Radio Futuro llamó a la canción «poderosa» porque no necesita de «un riff pesado para clavar el despojo de ideologías, filiaciones, sermones y fronteras».

#### «Mentalidad televisiva»
Para «Mentalidad televisiva», González se inspiró en la canción del Festival Internacional de la Canción de Viña del Mar: «Viña es un festival/ música junto al mar», y el resto lo hizo dependiendo de lo que se le ocurría. Trata sobre la ruptura de una pareja a causa de la adicción a la televisión. González dijo que él creó los riff y solos de guitarra de La voz de los '80, algo que Narea más tarde corroboró, aunque afirmó que él inventó el solo de «Mentalidad televisiva».

#### «Nunca quedas mal con nadie»
«Nunca quedas mal con nadie» es una crítica a los artistas del Canto Nuevo, aunque más tarde González dijo que perfectamente le podía quedar a U2, Pink Floyd, Sting o The Rolling Stones, que se hacían «los rudos pero que al final solo hacían dinero». Inspirada en «Pretty Boys» de Joe Jackson; González reconoció que quería que fuera un éxito. Fue pensada para ocupar el lugar que ocupa, al final del disco, para invitar a escucharlo de nuevo. El «imbécil barbón», mencionado en «Nunca quedas mal con nadie», marcó una diferencia entre la música del Canto Nuevo y el naciente punk chileno; el primero, profundo y autoconsciente —en palabras de la periodista Marisol García—, y el segundo orientado «a hablarle a la gente como uno, y no encerrarse en una peña pensando que los que están adentro tienen razón», de acuerdo a González.

### Otras canciones grabadas
Dos temas más iban a estar incluidos en el disco en un principio, pero quedaron fuera al no estar a la altura de las demás canciones. «Mi profesor se está volviendo loco», descrito por Mauricio Jürgensen en La Tercera como «un rock acelerado, con pulso tipo "La voz de los ‘80"», que finalmente apareció en el álbum recopilatorio Ni por la razón, ni por la fuerza, y «Descubre tus poderes», descrito por Jürgensen como un reggae desencantado, escrito, compuesto y cantado por Tapia, que se puede encontrar en internet. Aquí era cuando Fonseca intervenía en el grupo, decidiendo qué canciones quedaban y cuáles no.
Narea y Tapia también escribían, pero a la hora de seleccionar los temas para el álbum, el propio González señaló que los suyos eran los mejores, y que él era el que más componía, siendo la excepción «¿Quién mató a Marilyn?», escrita por Tapia.

## Portada y título
Se hicieron dos portadas diferentes para el sello Fusión y la reedición de EMI, siendo la última la más conocida. Ambas fotografías las tomó Cristián Galaz, la primera tuvo lugar en febrero de 1984, en una abandonada fábrica de la Compañía de Cervecerías Unidas (CCU), por idea de Fonseca. «Me gusta ese entorno medio destruido que rodea al grupo en esa foto», dijo Galaz. «Yo era más viejo que ellos, tenía unos cinco o seis años más, y me parecía que el mejor concepto era esa cosa medio punk y nada glamorosa ni colorida, considerando que esa era la estética que se imponía en esa época de los ochenta. Esto es crudo y en blanco y negro. Muy “Prisioneros”».
La fotografía para la segunda portada se tomó en octubre del mismo año, en el sector de La Vega Central y Patronato. En 2009, la portada estuvo en una exposición en la Casa de América en Madrid (España), titulada ¡Mira qué lindas!, que mostraba a quinientas portadas de álbumes latinoamericanos; según el organizador de la muestra, Rubén Scaramuzzino, la eligió por la «pose punk y transgresora». Narea aclaró en Las Últimas Noticias: «Salimos con los chalecos en forma de V y las zapatillas North Star porque era la ropa que teníamos, no había otra intención». Asimismo, dijo: «De algún modo se vio como rebelde porque no usábamos la ropa de moda, le hacíamos la cruz a los pantalones amasados».
Con respecto al título, Los Prisioneros querían a seguir la línea de las bandas que ellos admiraban de poner el nombre del grupo al debut, sin embargo, Fonseca planteó que se llamara La voz de los '80, algo que no recibieron bien al comienzo, pero que más tarde comprendieron que fue la decisión la correcta.

## Lanzamiento y recepción
El álbum salió a la venta el 13 de diciembre de 1984, primero sacaron quinientas copias repartidas entre Fusión y otras tiendas como Feria del Disco. González trabajó como vendedor en Fusión, por lo que es probable que atendiera a los que compraron el disco. En marzo de 1985 se hicieron quinientas copias más; por aquel entonces Fonseca buscaba un sello discográfico para la banda. Recordó que en su primera edición el disco no tuvo buena acogida. «Fue difícil que la gente lo captara de buenas a primeras, en Fusión estábamos rodeados de gente que sabía de música, yo recomendaba muchos artistas, la mayoría se sorprendía pero no le tomaban el peso como yo lo hacía. Partiendo por los medios de difusión, la radio no estaba interesada en Los Prisioneros en un principio». Apenas seis meses después de salir en venta, se agotaron todos los casetes.
De la prensa escrita, solo el diario La Tercera le había dado una «relativa» crónica a la banda en noviembre de 1984, titulada: «Viene la fuerza, la voz de los '80: New Wave al ataque», en la que estuvo enfocada principalmente en el grupo telonero del concierto que Los Prisioneros dieron en el Teatro Cariola: La Planta Baja, y a los disturbios en el público «volado». Apenas los temas sonaron en Radio Galaxia, y el trío salió en la televisión en Canal 11, Sábado gigante y la Teletón de 1985; en este último, la banda sufrió su primera censura, mientras interpretaban el primer sencillo del álbum, «La voz de los '80», Canal 7 —controlado por la Junta Militar— abandonó la señal. Según Narea, habían considerado que podían ser algo peligrosos para la estabilidad del gobierno de Augusto Pinochet. Al respecto, Fonseca aseguró que ningún tema del primer disco atacaba la dictadura militar ni hacía tributo a Salvador Allende.
Ante la escasa difusión radial, en televisión y en la prensa escrita, a «La voz de los '80» y a los artistas del nuevo pop chileno, Fonseca escribió en la revista Mundo Diners Club: «Hay una serie de temas mediocres que obtienen la oportunidad de salir al aire únicamente porque vienen del extranjero y suenan bien, con la errada concepción de que por esos méritos van a tener más éxito que un tema como, por ejemplo, “La voz de los '80”, al que escamotean espacio». En noviembre de 1985, mientras Los Prisioneros interpretaban la canción «Ellos dicen no» en vivo en el Teatro Cariola, referente a la falta de difusión, antes de finalizar el tema, González cantó: «¿Qué tiene de malo “La voz de los '80”? ¿o lo tenemos que grabar en inglés?». Más tarde, le cambió la letra por una de amor para entrar a los medios, así se convirtió así «Por favor».
Los Prisioneros grabaron una versión extendida de doce pulgadas de «La voz de los '80» para presentarla en Radio Concierto, pero nunca salió al aire. El entonces director artístico Fernando Casas del Valle explicó que simplemente no le gustaba, y que en general no les parecía. Enfadados, la banda más adelante se burlaría de la emisora con la canción «Independencia cultural», que comienza diciendo: «Y ahora en Radio Concert y sólo por ser hoy 18 de septiembre, presentamos al grupo local Los Prisioneros y su nuevo single “Independencia cultural”», para terminar con la idea: «Nos estaremos viendo el próximo 18». Irónicamente, entre 2008 y 2014 Radio Concierto utilizó como eslogan La voz de los '80.
González reconoció que la importancia del rock de Argentina tras el conflicto de la guerra de las Malvinas, no solo favoreció la difusión en ese país del rock en español con la aparición de bandas locales de allá como Charly García, Soda Stereo o Virus, sino que también a ellos en Chile. Solo «Sexo» logró entrar a las listas de éxitos musicales sin llegar a los primeros puestos, de acuerdo a la revista Vea. González destacó: «Esta canción logró estar como máximo 45 en un ranking, pero fue muy tocada en las casas, en las peñas universitarias, en fiestas anónimas, y eso fue finalmente lo que hizo tan grande a este disco». En cambio, en la televisión no les permitían tocarla, solo ciertos temas como «La voz de los '80» o «Paramar», lo que molestaba a González, porque estaban promocionando su segundo sencillo. En Martes 13, cuando se le prohibió cantar el tema, ya que el solo título escandalizaba a las autoridades del canal católico, abandonaron el estudio de televisión y como consecuencia, quedaron enemistados con la estación.

## Reediciones
En agosto de 1985, Los Prisioneros firmaron contrato con EMI Odeón Chilena para reeditar el álbum. Para ese entonces, ya estaba agotado y sirvió para promoverlo a escala local y latinoamericana. Entre fines de 1985 e inicios de 1986, las ventas del casete crecieron gracias al respaldo de EMI; vendieron alrededor de 100 000 copias en Chile.
En 1988, Los Prisioneros publicaron para Perú, Ecuador, Colombia y Venezuela un álbum recopilatorio de sus dos primeros álbumes, titulado Los Prisioneros. De los doce temas, seis eran de La voz de los '80, las cuales fueron «¿Quién mató a Marilyn?», «Brigada de negro», «Nunca quedas mal con nadie», «Sexo», «Latinoamérica es un pueblo al sur de Estados Unidos» y «Paramar». Para esta edición se regrabaron casi todas las canciones del primer álbum, excepto «Nunca quedas mal con nadie». Esta versión de «Sexo» fue utilizada para la realización del videoclip, bajo la dirección de Cristián Galaz, premiado con el Coral Negro en el Festival de Cine de La Habana (Cuba), en 1998.
En 1995, el sello EMI reeditó los cuatro álbumes de Los Prisioneros en una versión digitalmente remasterizada. El 31 de agosto de 2011, EMI relanzó nuevamente los cuatro discos, con motivo del 25° aniversario de Pateando piedras. Todos entraron a los diez más vendidos en Feria Mix. El 19 de diciembre, correspondió la publicación en vinilo. En 2012, La voz de los '80 quedó descontinuado tras el fin de su contrato con el sello, y quedó fuera del catálogo de Los Prisioneros junto con Estadio Nacional (2002). Hasta ese entonces, según propietarios de EMI, La voz de los '80 vendió más de 149 000 ejemplares en todos sus formatos.
El 1 de noviembre de 2014, el sello Chilevisión Música reeditó La voz de los '80 para conmemorar sus 30 años de su lanzamiento. También se dispuso en descargas digitales por Portaldisc y en ITunes, e hizo debut en las redes streaming Spotify, Deezer y Google Play. Unos días después, salió en formato casete. El 15 de mayo de 2015, lanzaron la edición definitiva de vinilo, la calidad del audio provino del vinilo editado en Argentina en 1987, misma usada en la reedición de 2011. Para ese entonces, todas las copias ya se habían agotado antes de estar en venta, por lo que se tuvieron que hacer más para cubrir la demanda.
En 2021, La voz de los '80 y Estadio Nacional reaparecieron en una reedición de CD y vinilo. La voz de los '80 vino con una remasterización hecha el año anterior. En 2022 sacaron un tiraje limitado en casete de 2000 copias con la portada original. Las dos portadas las incluyeron en la edición en formato disco ilustrado ocupando ambas caras.

## Legado
Según los periodistas Óscar Contardo y Macarena García, la publicación de La voz de los '80 marcó el «inicio de la historia del pop chileno». EMOL dijo «No era habitual escuchar sonidos como los de esas canciones en un medio atrasado de noticias si se trataba de rock. Palabras y ritmos como reggae, ska, punk, rockabilly, new wave o techno pop sonaban de por sí atractivos y novedosos». Varios músicos chilenos afirmaron que La voz de los '80 tuvo un gran impacto en ellos por sus letras para la época en que salió, tanto en lo musical como lo social, además de ser para algunos lo primero que escucharon en español. Para Rodrigo Carvajal de Rockaxis, este disco alzó el nombre de Los Prisioneros —sobre todo el de González— como uno de los principales referentes del rock de Chile. «Y esto sí que es meritorio pues en el rock nacional no son muchos los álbumes que pueden darse el lujo de ser reconocidos transversalmente por todo el mundo… pero lo que provocaron Los Prisioneros con esta placa difícilmente pueda volver a repetirse, por la época, el contexto, el mensaje y la forma de encarar musicalmente las composiciones incluidas en este disco» afirmó.
En abril de 2008, la revista Rolling Stone Chile posicionó a La voz de los '80 en el puesto n.º 3 dentro de los 50 mejores álbumes de Chile. En la reseña, Freddy Stock afirmó que es el disco más importante del rock local porque fue el primer álbum en la historia musical del país que mezcló la ruptura social con la fuerza del rock. EMOL lo catalogó como parte del patrimonio cultural chileno cuando hizo su selección de los 35 discos fundamentales de la música popular chilena, afirmando que no fue «sólo por su conformación musical, sino también por los efectos que tuvo en el pensamiento juvenil de la época».
A principios de 2010, poco después del 25° aniversario, la banda chilena Los Miserables lanzó un álbum homenaje a La voz de los '80, terminado de grabar tres días antes del terremoto. Según su líder Claudio García, «La voz de los '80 es el mejor y más importante disco del rock chileno», y que el simbolismo que mejor lo resume es «nostalgia y contingencia». González, además de aprobar el tributo, participó en la elaboración del arte de la portada. Los temas los respetaron casi en su totalidad, solo los aceleraron y en «Latinoamérica es un pueblo al sur de Estados Unidos» las citas a Ronald Reagan y Carolina de Mónaco las actualizaron con Barack Obama y Paris Hilton, respectivamente. La serie de televisión Los 80 de Canal 13, tituló uno de sus episodios «La voz de los '80» centrado en Los Prisioneros, contó con la música del primer álbum, uno de los momentos más comentados y que tuvo mayor cuota de pantalla.
El diario colombiano El Tiempo destacó a La voz de los '80 entre los cuatro primeros trabajos de Los Prisioneros, asegurando que los hizo ganar un espacio en el escenario del rock latinoamericano. En 2024, fue puesto en el n.º 33 de la lista Los 600 discos de Latinoamérica.

## Presentaciones en directo

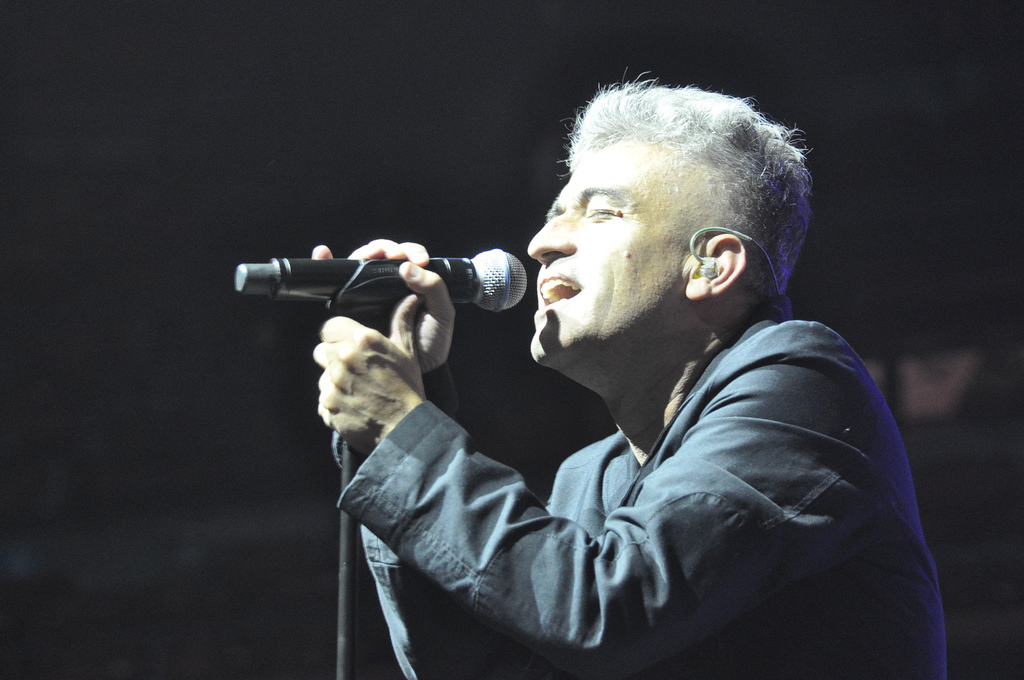
González interpretando en directo La voz de los '80 en el Teatro Caupolicán, enero de 2011

Los tres integrantes por separado han repasado el disco íntegramente en vivo. González inició una gira por varias partes de Chile a fines de 2010 e inicios de 2011, con el respaldo de Gonzalo Yáñez (guitarra), Jorge Delaselva (bajo) y Pedropiedra (batería). Por pedido del propio González, bajaron a medio tono la guitarra y el bajo. Hizo una presentación en el Festival El Abrazo 2010 y en el Teatro Caupolicán, esta última registrada con la idea de editarla en un CD y DVD. En ambas oportunidades lanzó duras críticas en contra del presidente Sebastián Piñera, mientras cantaba «No necesitamos banderas».
En 2024, con motivo de su cuadragésimo aniversario, Narea ha repasado el disco en varios conciertos, además de cantar «Mi profesor se está volviendo loco». Tapia por su parte, cantó el álbum en rock sinfónico, acompañado de jóvenes de grupos de orquestas y de la Escuela de rock, en el Teatro del Centro Cultural Espacio Matta.

## Listado de canciones
Todas las canciones escritas y compuestas por Jorge González, excepto donde se indica. 
| Lado A |                                                       |                     |          |  |
| N.º    | Título                                                | Vocalista principal | Duración |  |
| 1.     | «La voz de los '80»                                   | González            | 4:08     |  |
| 2.     | «Brigada de negro»                                    | González            | 3:46     |  |
| 3.     | «Latinoamérica es un pueblo al sur de Estados Unidos» | González            | 4:02     |  |
| 4.     | «Eve-Evelyn»                                          | González            | 4:24     |  |
| 5.     | «Sexo»                                                | González            | 4:48     |  |

| Lado B |                                            |                     |          |  |
| N.º    | Título                                     | Vocalista principal | Duración |  |
| 6.     | «¿Quién mató a Marilyn?» (González, Tapia) | Tapia               | 3:08     |  |
| 7.     | «Paramar»                                  | González            | 3:45     |  |
| 8.     | «No necesitamos banderas»                  | González            | 5:09     |  |
| 9.     | «Mentalidad televisiva»                    | González            | 4:16     |  |
| 10.    | «Nunca quedas mal con nadie»               | González            | 4:11     |  |

## Personal

### Créditos
- Jorge González: voz solista, bajo, teclados, coros.
- Claudio Narea: guitarras, coros.
- Miguel Tapia: batería, percusión, coros, voz solista en «¿Quién mató a Marilyn?».

### Créditos técnicos
- Francisco Straub: ingeniero, mezcla
- Alejandro Lyon: ingeniero, mezcla
- Cristián Galaz: fotografía
- Vicente Vargas: diseño gráfico
- Mario Fonseca: diseño gráfico
- Carlos Fonseca: producción artística

## Listas
| Lista                                                   | País           | Año  | Puesto |
| ------------------------------------------------------- | -------------- | ---- | ------ |
| Los 250 álbumes más importantes del Rock Iberoamericano | Estados Unidos | 2006 | 131    |
| Los 50 mejores discos chilenos de la historia           | Chile          | 2008 | 3      |